# Кенийско-намибийские отношения
Кенийско-намибийские отношения — двусторонние дипломатические отношения между Намибией и Кенией.

## Развитие отношений
Отношения между двумя африканскими странами начались ещё до того, как Намибия стала независимой. В то время Кения поддерживала Организацию народов Юго-Западной Африки, являвшуюся борцом за независимость Намибии, и предоставляла африканской партии транспортные средства. Кения также была одним из инициаторов вступления Намибии в Организацию объединённых наций.

## Сотрудничество между двумя странами
Кения оказала помощь Намибии в обустройстве больниц, в частности, кенийский медперсонал направлялся в намибийские больницы. В Кении также существует сообщество мигрантов, представленное 500 лицами, занятыми в различных отраслях социальной и экономической деятельности страны: преподавании, инженерии. Кроме того, 30 намибийских студентов проходят обучение в Кении. Ожидается, что в двух африканских странах странах вскоре будет создана Совместная комиссия по сотрудничеству, задачей которой будет расширения торговли и двустороннего сотрудничества.